# 小行星21520
小行星21520（21520 Dianaeheart）是一颗绕太阳运转的小行星，为主小行星带小行星。该小行星于1998年5月23日发现。

## 轨道参数
小行星21520的轨道半长轴为2.9718149 UA，离心率为0.044。